# Marcus Fraser

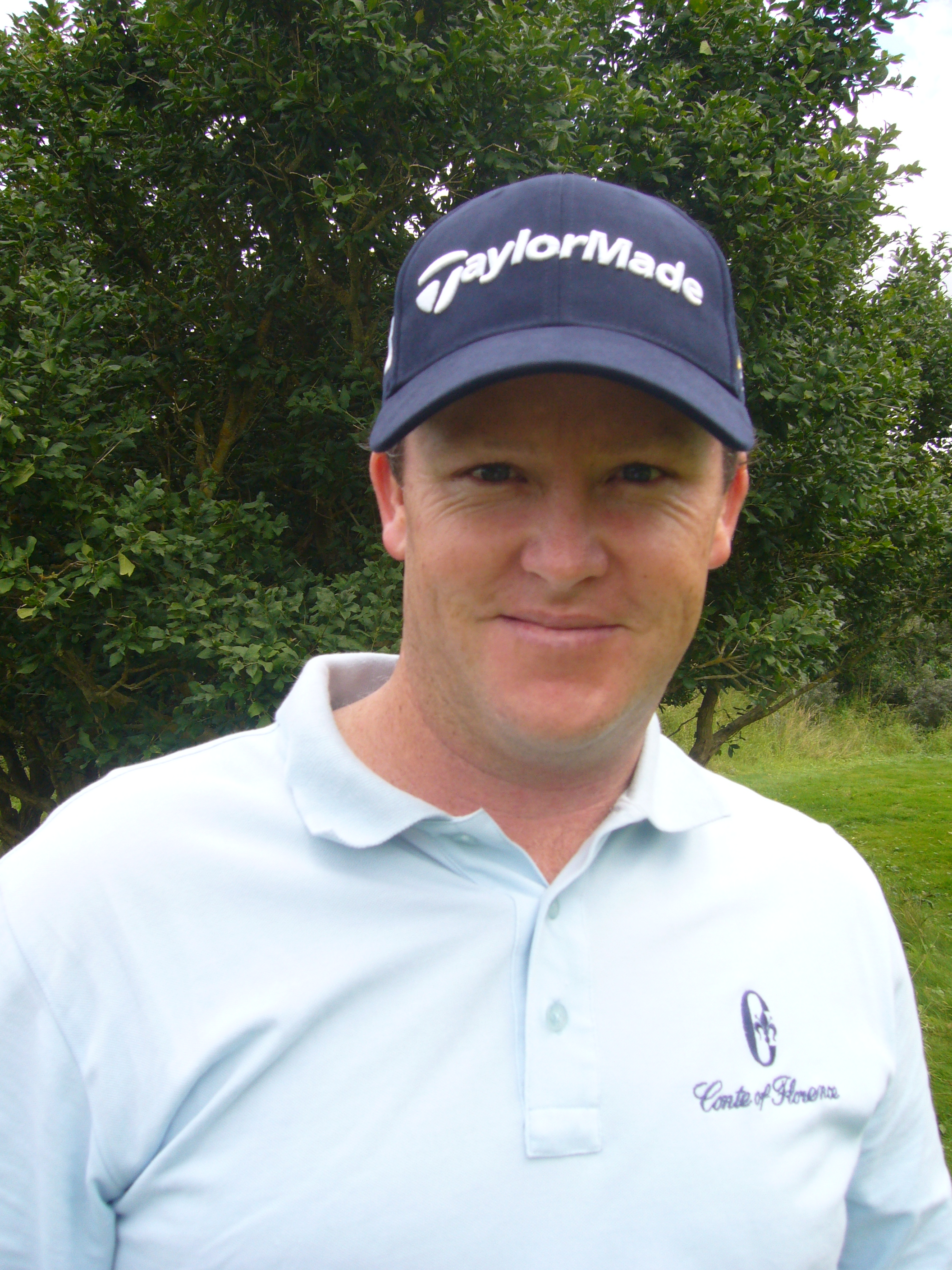
KLM Open 2008

Marcus Fraser (Corowa, NSW, 26 juli 1978) is een professioneel golfer uit Australië.

## Amateur
In 2001 en 2002 speelt Fraser in de nationale selectie.

### Gewonnen
- 2001: Asia Pacific Championship
- 2002: New Zealand Amateur Championship, Eisenhower Trophy (individueel winnaar)

### Teams
- Bonallack Trophy: 2002 (winnaars)

## Professional
Fraser werd in 2002 professional en had een handicap van +3. Hij begon op de Challenge Tour, waar hij in 2003 in Rusland won. Enkele weken later won hij de play-off in Finland. Twee weken later versloeg hij Martin Wiegele in Denemarken, en sindsdien speelt hij op de Europese Tour.

Op de Europese Tour begon het in 2004 goed, hij eindigde op de 51ste plaats van de rangorde. Hij heeft er nog niets gewonnen, maar wel een aantal top-5 plaatsen gehaald.
Zijn 18 maanden oudere broer Adam speelt op de Aziatische PGA Tour.

### Gewonnen

#### Challenge Tour
- 2003: BMW Russian Open, Talma Finnish Challenge, Nykredit Danish Open,

#### Europese PGA Tour
- 2010: Ballentine's Kampioenschap

#### Aziatische PGA Tour
- 2010: Ballentine's Kampioenschap